# Termes de Caracal·la
|  | Per a altres significats, vegeu «Termes de Caracal·la (Dougga)». |

Les termes de Caracal·la (en italià, Terme di Caracalla) van ser un ampli complex de banys públics de la Roma imperial. Van ser construïdes a la ciutat de Roma, al turó de l'Aventí, entre els anys 212 i 217 dC, durant el mandat de Caracal·la; es van inaugurar amb el nom de termes Antoninianes (en llatí, Thermae Antoninianae), ja que a l'emperador Marc Aureli Antoní mai se'l va conèixer en vida amb el nom de Caracal·la.
Actualment, les extenses ruïnes d'aquestes termes són una atracció turística important. El complex termal ocupava unes 13 hectàrees i feia 337 x 328 m (si hi incloem també les exedres laterals, 400 m); l'edifici principal, situat al centre nord del recinte, feia 228 m de llarg, 116 m d'ample i uns 38,5 m d'alçada,i podia haver allotjat uns 1.600 usuaris. Només les termes de Dioclecià, obertes gairebé un segle més tard, havien de ser més grans.
Tot el conjunt era més un centre d'oci que no sols una sèrie de sales de bany: les termes de Caracal·la tenien fins i tot una biblioteca pública, que com les altres de Roma tenia dues sales, l'una per als textos grecs i una altra per als llatins.
En la trama urbana de la Roma moderna, les restes del complex es troben flanquejades pel Viale delle Terme di Caracalla al nord i a l'est i pel Viale Guido Baccelli al sud i a l'oest.

## Estructura

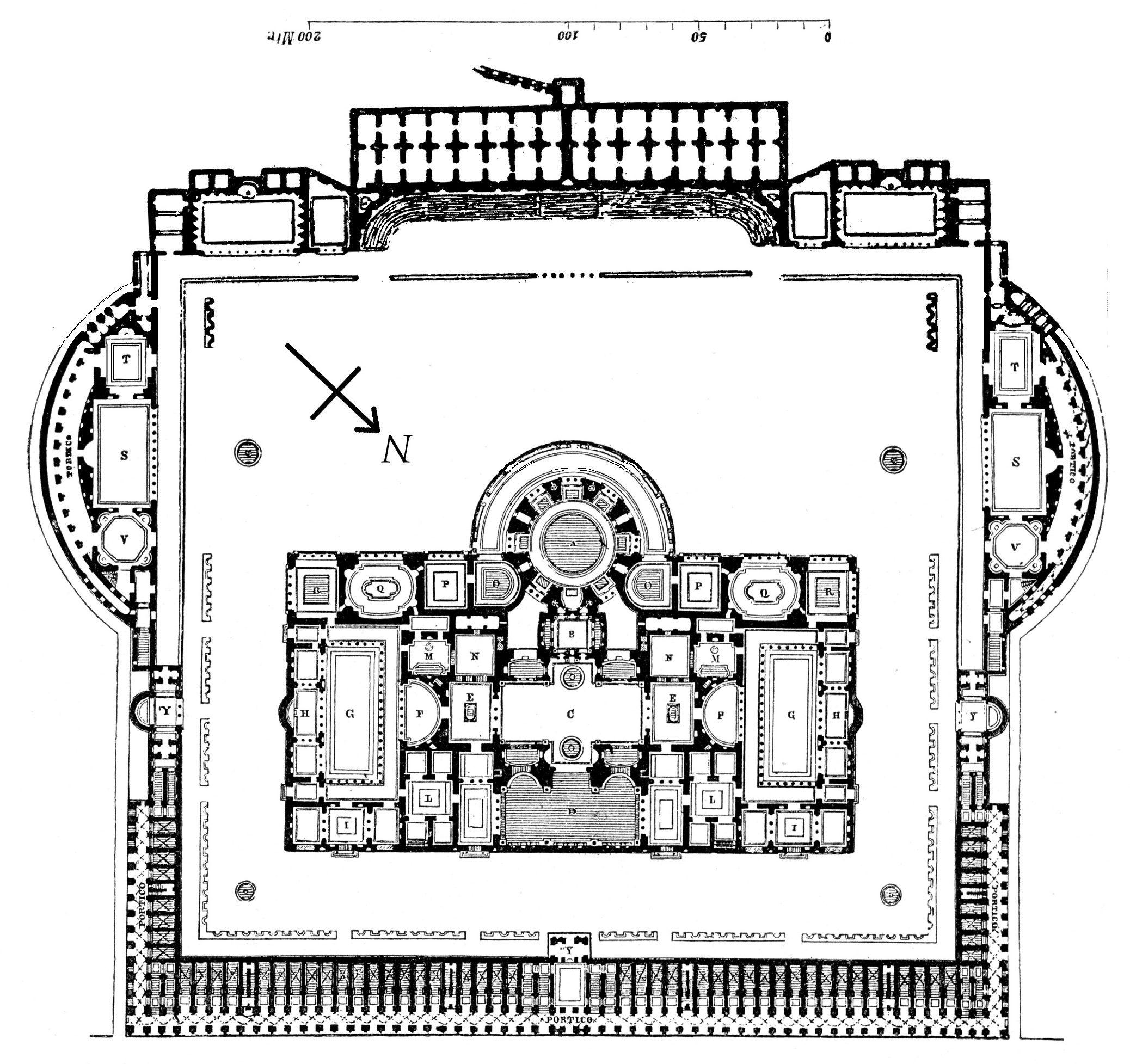
Planta del complex termal

Aquestes termes consistien en un frigidarium central (o sala d'aigua freda) de 55,7 x 24 m, coberta per un sostre de voltes d'aresta de 32,9 m d'alt, un tepidarium (sala d'aigua temperada) amb doble piscina doble i un caldarium (sala d'aigua calenta) de 35 m de diàmetre, igual com disposaven també de dues palestres (gimnasos on es practicava la lluita). L'extrem nord de l'edifici contenia una natatio o piscina per a practicar-hi la natació; la piscina, a l'aire lliure, tenia uns miralls de bronze que hi enfocaven la llum del sol per tal de temperar l'aigua. Tot l'edifici es trobava sobre una plataforma de 6 m d'alt, sota la qual hi havia diversos magatzems i sales de servei i els forns per escalfar l'aigua.

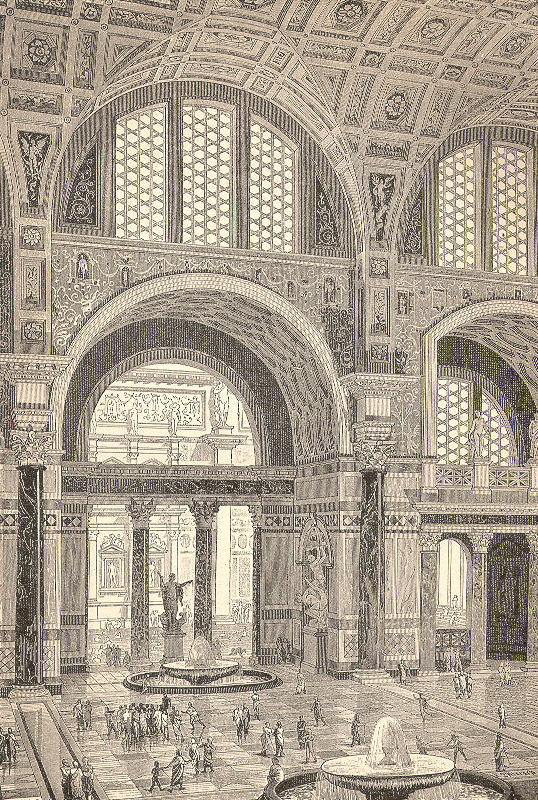
Reconstrucció ideal de l'interior de les termes en una enciclopèdia alemanya de 1891

Les biblioteques estaven situades en unes grans exedres als costats est i oest del complex termal. Tot el mur nord del recinte, voltat per un pòrtic, estava dedicat a botigues. Els espaiosos dipòsits d'aigua, situats al mur meridional, eren alimentats per l'aqüeducte construït pel pretor Quint Marci Rex, conducció coneguda com l'Aqua Marcia.
Tenien una decoració sumptuosa d'estucs, mosaics, estàtues i columnes, de la qual foren despullades al llarg dels segles, ja des de data primerenca. Encara s'hi conserven grans fragments de mosaics, alguns corresponents a la planta superior de l'edifici, que es va ensorrar. Diverses de les gegantesques banyeres de marbre, esculpides en un sol bloc, es van traslladar al centre de Roma per ser usades com a fonts, com les dues que decoren la Piazza Farnese. La seva escultura més famosa, el grup anomenat del Toro Farnese, es conserva al Museu Arqueològic Nacional de Nàpols, juntament amb la Flora i l'Hèrcules. Vint-i-dues de les seves columnes es troben actualment a l'església de Santa Maria del Trastevere, on es van traslladar al segle xii.